# Мармеладні ведмедики

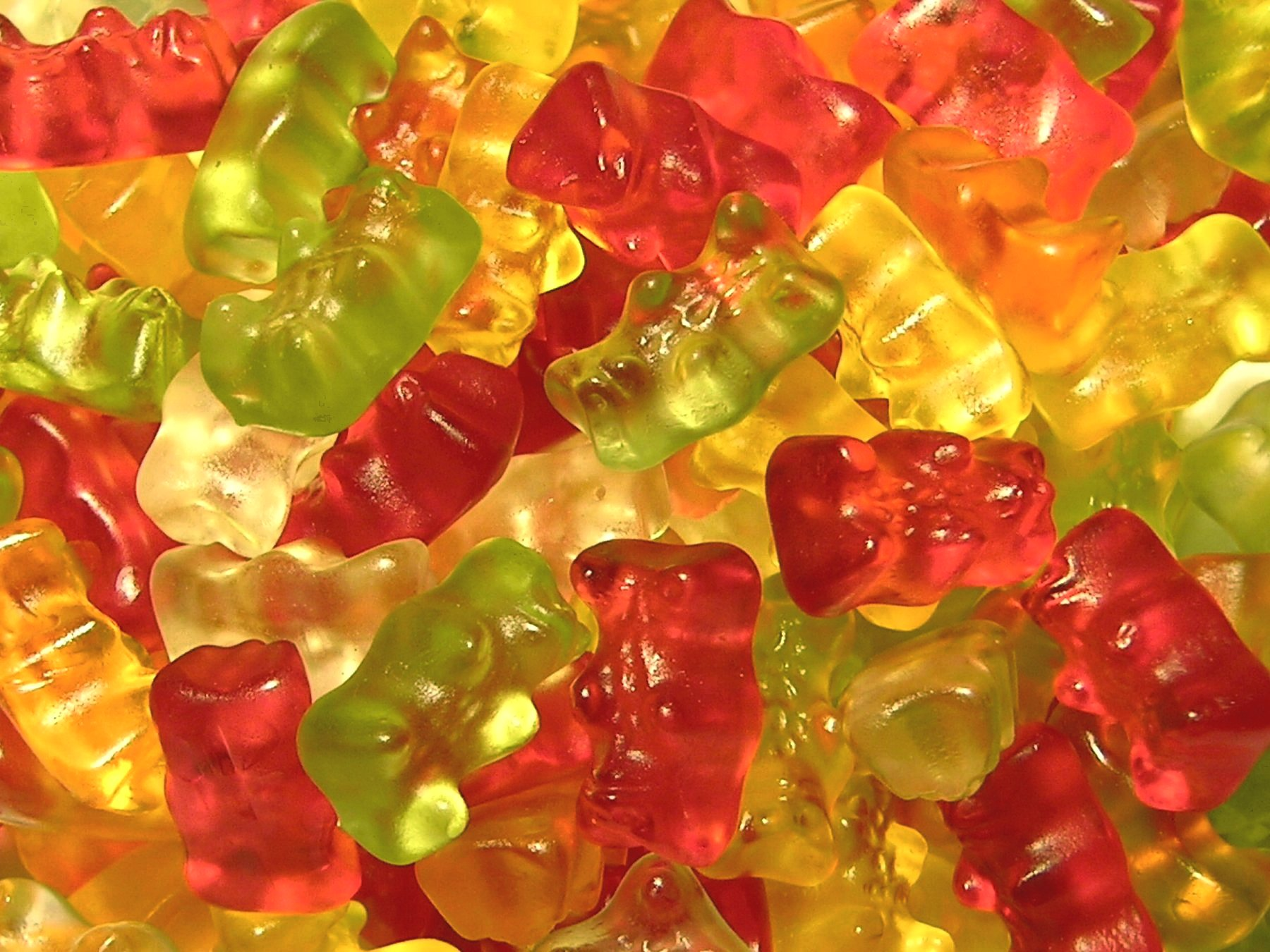

Мармеладні ведмедики (нім. Gummibärchen — букв. «гумові ведмежата») — солодощі на основі желатину, зроблені у формі маленьких ведмедів. До складу входять також цукор, сироп глюкози, крохмаль, спеції, лимонна кислота, харчові барвники та інші інгредієнти. Розмір жувального мармеладу — близько 2 см (0,79 дюйма).

## Історія

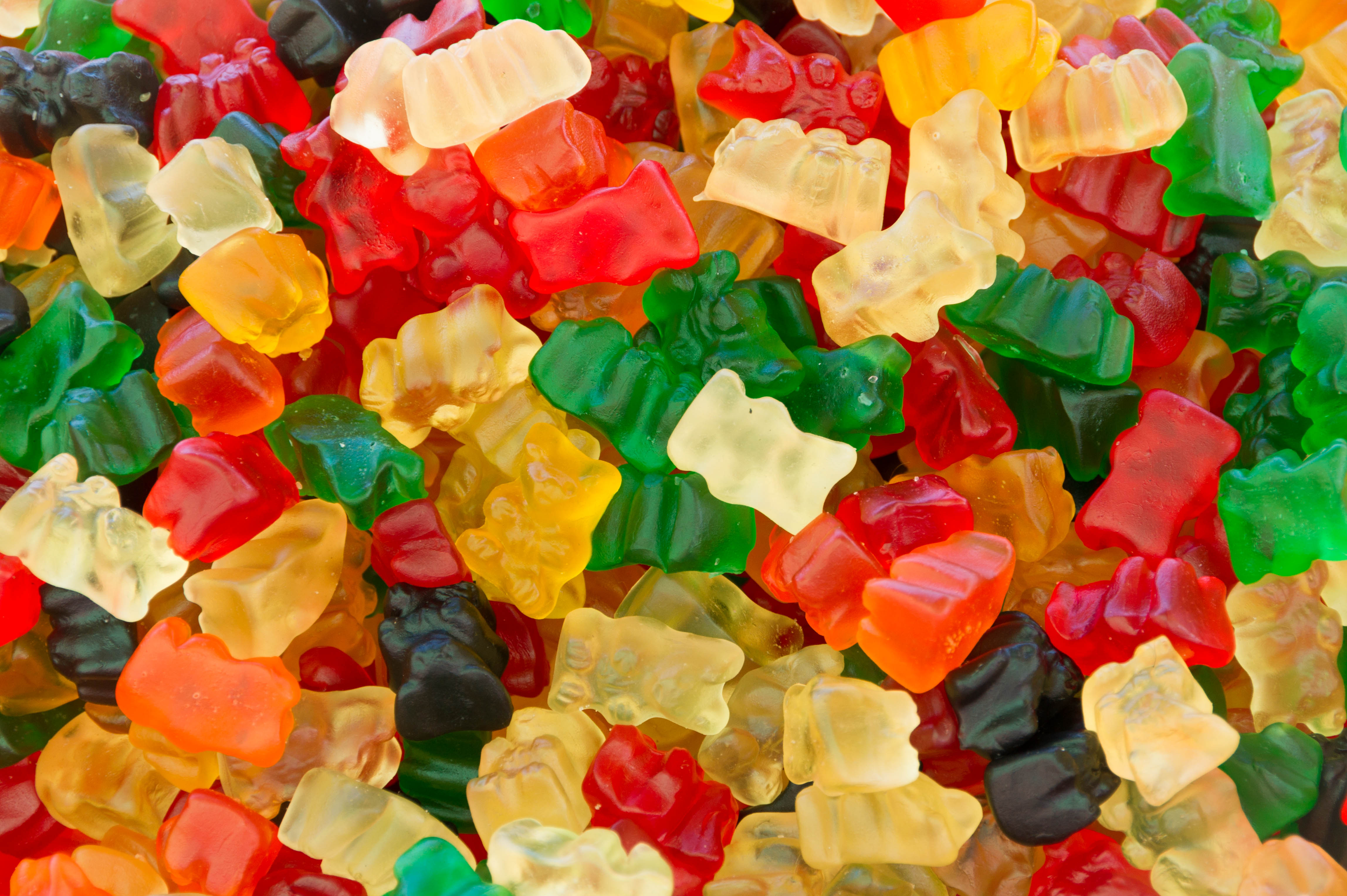

Їх виробництво було розпочато в Німеччині. У 1920 році Ханс Рігель старший, власник кондитерської фабрики в Бонні, заснував компанію Haribo, а в 1922 році придумав мармеладних ведмедиків. Незабаром вони стали улюбленими ласощами у дітей. До 60-х років з'явилося безліч варіантів мармеладу, що відрізнялися кольором, смаком та формою.
Питання про їх шкоду для здоров'я є дискусійним, нерідко зазначалося, що часте вживання цього продукту може призвести до руйнування зубів, особливо у дітей.
Студією Діснея про мармеладних ведмедиків знятий мультсеріал «Пригоди ведмежат Гаммі».

## Падалка
Мармеладні ведмедики також є матеріалом для безлічі виробів (http://mentalfloss.com/article/53337/16-artworks-made-sweet-sweet-gummy-bears [Архівовано 11 листопада 2020 у Wayback Machine.])